# Epigrypodes amplipennis
Epigrypodes amplipennis là một loài bướm đêm trong họ Noctuidae.